# Ricarda Gonzaga
Ricarda Gonzaga (em italiano: Ricciarda Gonzaga; Novellara, 22 de fevereiro de 1698 – Massa, 24 de novembro de 1768) ou, mais precisamente, Gonzaga de Novelara foi uma nobre italiana, duquesa consorte de Massa e princesa consorte de Carrara.

## Biografia
Filha de Camilo III Gonzaga, oitavo conde de Novellara, e da princesa Matilde d'Este (filha de Sigismundo III d’Este, do ramo dos marqueses de San Martino).
Foi a última representante da linha dos Gonzaga-Novellara. A sua neta, Maria Beatriz d'Este, virá a herdar quer a sua herança (dos Gonzaga de Novellara), quer as heranças dos Este e dos Cybo-Malaspina.
Ricarda casou em Milão, em 29 de abril de 1715, com Alderano I Cybo-Malaspina, quarto duque de Massa e príncipe de Carrara. Nos primeiros dez anos de vida conjugal, o casal não teve filhos, situação que significaria a extinção da dinastia e o desmembramento do Estado. Finalmente, em 1725, nasce a primeira filha, Maria Teresa, a que se seguiram outras duas, ficando, assim, assegurada a sucessão apesar de ser por linha feminina. E isso foi possível porque no ducado de Massa e principado de Carrara a lei sálica não se aplicava em virtude do decreto do imperador Carlos V de 1529 com o qual a marquesa Ricarda Malaspina obteve a investidura dos dois feudos para si (suo jure) e depois, por ordem de primogenitura, para os seus descendentes masculinos ou, na sua ausência, também para as suas descendentes femininas. Alderano I, que morre em 1731, relativamente jovem, foi o último representante masculino da sua dinastia. 
Com a morte do marido, a determinada Ricarda assumirá a regência de Massa e Carrara em nome da filha que, na altura, tinha apenas 6 anos. O seu governo, durará até 1744. 
Anteriormente, em 1728, com a morte do seu irmão, o conde Filipe Afonso Gonzaga, Ricarda, que não conseguiu sucedê-lo devido à lei sálica em vigor no condado de Novellara, tinha já sido chamada a administrar o condado (1727-1737). Neste último ano o imperador Carlos VI entrega o estado de Novellara a Reinaldo III d'Este, avô do futuro genro da duquesa, Hércules Reinaldo.
Finalmente, em 1741, são celebradas as núpcias da filha com o herdeiro do Ducado de Módena e Régio, o príncipe Hércules Reinaldo, que virá a reinar sob o nome de Hércules III d'Este. Este casamento e a consequente junção dos dois estado, virá a concretizar a antiga ambição da Casa de Este de que o seu estado tivesse uma saída para o mar. No entanto, devido aos diferentes sistemas legais de sucessão aplicados nos dois ducados, esta fusão só se concretizará legalmente quase noventa anos depois, em 1829.

Ricarda divide a sua vida entre Massa (que continuará indiretamente a governar dadas as frequentes ausências da filha), Novellara (com o contrato nupcial da filha, Ricarda obteve a separação dos bens alodiais de sua família dos direitos feudais do condado de Novellara e seu governo exclusivo vitalício, deixando apenas a soberania nominal ao duque de Modena) e Régio (a residência escolhida por Maria Teresa após a separação do marido). Morre em 24 de novembro de 1768, com 70 anos de idade, em Massa, e sará sepultada na cripta dos Cybo-Malaspina na Catedral de Massa.
Ricarda Gonzaga, por vezes designada por  Ricarda Gonzaga Cybo, não deve ser confundida com a sua avó Ricarda Cybo-Malaspina (também tia-avó de Alderano I) e por vezes também designada por Ricarda Cybo Gonzaga.

## Descendência
Alderano e Ricarda tiveram três filhas:
- Maria Teresa Cybo-Malaspina ( 1725- 1790), que sucede ao pai no governo do Estado;
- Maria Ana Matilde (1726-1797), que casou em 1748 com Orazio Albani, segundo príncipe de Soriano al Cimino, patrício de Urbino e patrício genovês;
- Maria Camilla (1728 - 1760), que casou em 1755 com Restaino Gioacchino di Tocco Cantelmo Stuart, quinto príncipe de Montemiletto, quinto príncipe de Pettorano, príncipe Titular da Acaia, décimo duque de Popoli, quarto duque de Sicignano e duque de Apice, patrício napolitano, patrício veneto e Grande de Espanha.